# شيريل كينيدي
شيريل كينيدي (بالإنجليزية: Cheryl Kennedy)‏ هي ممثلة بريطانية، ولدت في 29 أبريل 1947.

## وصلات خارجية
- شيريل كينيدي على موقع IMDb (الإنجليزية)
- شيريل كينيدي على موقع قاعدة بيانات برودواي على الإنترنت (الإنجليزية)
- شيريل كينيدي على موقع ديسكوغز (الإنجليزية)
- شيريل كينيدي على موقع قاعدة بيانات الفيلم (الإنجليزية)